# Beatenberg
Beatenberg – gmina (niem. Einwohnergemeinde) w Szwajcarii, w kantonie Berno, w regionie administracyjnym Oberland, w okręgu Interlaken-Oberhasli. Leży w Berner Oberland, nad jeziorem Thunersee.

## Demografia
W Beatenbergu mieszka 1 199 osób. W 2020 roku 19,3% populacji gminy stanowiły osoby urodzone poza Szwajcarią.

## Transport
Przez teren gminy przebiega droga główna nr 221.